# Zoraida Gómez
Zoraida Virginia Gómez Sánchez  (Mexikóváros, Mexikó, 1985. május 31. –) mexikói színésznő.

## Élete és pályafutása
1985. május 31-én született. Testvérei, Eleazar és Jairo szintén színészek. 
Első szerepét 1994-ben kapta az Imperio de cristal című telenovellában. 2004-ben a Rebelde című sorozatban kapott szerepet.

## Filmográfia

### Telenovellák
- La Mujer Del Vendaval (2012–2013) Nuria Arevalo de Serratos
- Cuando Me Enamoro (Időtlen szerelem) (2010) Julieta
- Llena de Amor (2010) Fedra Curiel de Ruiz y de Teresa (fiatal) / Juana Felipa Pérez
- Niña de mi Corazón (2010) Carolina
- En Nombre del Amor (A szerelem nevében) (2008) Liliana Martínez
- Lola, érase una vez (2007) Rafaela Santo Domingo
- Rebelde (2004–2006)  José Luján Landeros
- Enamórate (2003)  Darketa
- Aqua y Aceite (2002)  Mariana
- Cañaveral de pasiones (1996) .... Julia Santos (gyermek)
- Azul (1996)  La Chamos
- Imperio de cristal (1994-1995) Katia González Vidal

### Filmek
- Mujeres Infieles (1995)
- La Orilla de la Tierra (1994)